# Olympische Winterspiele 2010/Biathlon – Staffel (Männer)
Das 4 × 7,5-km-Staffelrennen der Männer im Biathlon bei den Olympischen Winterspielen 2010 fand am 26. Februar 2010 um 11:30 Uhr im Whistler Olympic Park statt. Olympiasieger wurde die norwegische Mannschaft mit Halvard Hanevold, Tarjei Bø, Emil Hegle Svendsen und Ole Einar Bjørndalen. Die Silbermedaille gewann die österreichische Mannschaft und Bronze ging an die russische Staffel.
Totalanstieg: 4 × 252 m, Maximalanstieg: 25 m, Höhenunterschied: 27 m 

19 Staffeln am Start, alle in der Wertung.

## Ergebnisse
| Platz | Land Sportler                                                                       | Zeit (min)                                                  | Strafrunden + Nachlader                                                      | Differenz (min) |
| ----- | ----------------------------------------------------------------------------------- | ----------------------------------------------------------- | ---------------------------------------------------------------------------- | --------------- |
| 1     | Norwegen Halvard Hanevold Tarjei Bø Emil Hegle Svendsen Ole Einar Bjørndalen        | 1:21:38,1 h 20:15,6 min 20:26,8 min 20:31,3 min 20:24,4 min | 0+7 (0+5, 0+2) 0+1 (0+1, 0+0) 0+2 (0+1, 0+1) 0+2 (0+2, 0+0)                  | –               |
| 2     | Österreich Simon Eder Daniel Mesotitsch Dominik Landertinger Christoph Sumann       | 1:22:16,7 h 20:10,0 min 20:38,0 min 20:25,9 min 21:02,8 min | 1+8 (1+6, 0+2) 0+1 (0+0, 0+1) 0+3 (0+2, 0+1) 0+1 (0+1, 0+0) 1+3 (1+3, 0+0)   | +0:38,6         |
| 3     | vakant                                                                              |                                                             |                                                                              |                 |
| 4     | Schweden Fredrik Lindström Carl Johan Bergman Mattias Nilsson Björn Ferry           | 1:23:02,0 h 20:11,3 min 20:37,9 min 21:32,0 min 20:40,8 min | 1+10 (0+3, 1+7) 0+1 (0+1, 0+0) 0+4 (0+1, 0+3) 1+3 (0+0, 1+3) 0+2 (0+1, 0+1)  | +1:23,9         |
| 5     | Deutschland Simon Schempp Andreas Birnbacher Arnd Peiffer Michael Greis             | 1:23:16,0 h 20:10,4 min 21:53,7 min 20:56,9 min 20:15,0 min | 2+7 (0+0, 2+7) 0+1 (0+0, 0+1) 2+3 (0+0, 2+3) 0+3 (0+0, 0+3) 0+0 (0+0, 0+0)   | +1:37,9         |
| 6     | Frankreich Vincent Jay Vincent Defrasne Simon Fourcade Martin Fourcade              | 1:23:16,2 h 20:13,7 min 21:25,6 min 21:08,2 min 20:28,7 min | 1+9 (0+3, 1+6) 0+3 (0+2, 0+1) 1+4 (0+1, 1+3) 0+0 (0+0, 0+0) 0+2 (0+0, 0+2)   | +1:38,1         |
| 7     | Tschechien Jaroslav Soukup Zdeněk Vítek Roman Dostál Michal Šlesingr                | 1:23:55,2 h 20:13,5 min 20:36,8 min 21:45,7 min 21:19,2 min | 0+9 (0+3, 0+6) 0+1 (0+0, 0+1) 0+2 (0+1, 0+1) 0+2 (0+2, 0+2) 0+2 (0+0, 0+2)   | +2:17,1         |
| 8     | Ukraine Oleksandr Bilanenko Andrij Derysemlja Wjatscheslaw Derkatsch Serhij Sednjew | 1:24:25,1 h 20:38,7 min 20:44,3 min 21:47,3 min 21:14,8 min | 0+4 (0+1, 0+3) 0+1 (0+0, 0+1) 0+2 (0+1, 0+1) 0+0 (0+0, 0+0) 0+1 (0+0, 0+1)   | +2:47,0         |
| 9     | Schweiz Thomas Frei Matthias Simmen Benjamin Weger Simon Hallenbarter               | 1:24:36,8 h 20:47,6 min 21:17,1 min 21:26,1 min 21:06,0 min | 0+9 (0+2, 0+7) 0+1 (0+0, 0+1) 0+5 (0+2, 0+3) 0+2 (0+0, 0+2) 0+1 (0+0, 0+1)   | +2:58,7         |
| 10    | Kanada Robin Clegg Marc-André Bédard Brendan Green Jean-Philippe Leguellec          | 1:24:50,7 h 20:16,4 min 21:11,6 min 22:12,0 min 21:10,7 min | 0+7 (0+3, 0+4) 0+1 (0+0, 0+1) 0+2 (0+1, 0+1) 0+3 (0+2, 0+1) 0+1 (0+0, 0+1)   | +3:12,6         |
| 11    | Belarus Jauhen Abramenka Aljaksandr Syman Rustam Waliulin Sjarhej Nowikau           | 1:25:47,4 h 21:59,3 min 21:05,0 min 21:36,4 min 21:06,7 min | 1+8 (0+3, 1+5) 0+2 (0+1, 0+1) 1+3 (0+0, 1+3) 0+1 (0+1, 0+0)                  | +4:09,3         |
| 12    | Italien Christian De Lorenzi Markus Windisch Lukas Hofer Mattia Cola                | 1:26:27,5 h 20:16,7 min 21:39,6 min 21:44,1 min 22:47,1 min | 1+11 (0+3, 1+8) 0+3 (0+1, 0+2) 1+3 (0+0, 1+3) 0+2 (0+0, 0+2) 0+3 (0+2, 0+1)  | +4:49,4         |
| 13    | Vereinigte Staaten Lowell Bailey Jay Hakkinen Tim Burke Jeremy Teela                | 1:27:58,3 h 20:51,8 min 21:47,0 min 22:01,7 min 23:17,8 min | 4+12 (0+2, 4+10) 0+1 (0+0, 0+1) 1+3 (0+0, 1+3) 2+3 (0+0, 2+3) 1+5 (0+2, 1+3) | +6:20,2         |
| 14    | Estland Priit Viks Kauri Kõiv Indrek Tobreluts Roland Lessing                       | 1:28:16,5 h 21:07,1 min 22:39,6 min 21:54,3 min 22:35,5 min | 3+10 (3+7, 0+3) 0+3 (0+0, 0+3) 1+3 (1+3, 0+0) 0+1 (0+1, 0+0) 2+3 (2+3, 0+0)  | +6:38,4         |
| 15    | Slowakei Miroslav Matiaško Marek Matiaško Dušan Šimočko Pavol Hurajt                | 1:28:54,1 h 21:18,3 min 22:09,6 min 23:56,3 min 21:29,9 min | 2+12 (1+4, 1+8) 0+1 (0+0, 0+1) 0+2 (0+0, 0+2) 2+6 (1+3, 1+3) 0+3 (0+1), 0+2  | +7:16,0         |
| 16    | Bulgarien Michail Kletscherow Wladimir Iliew Miroslaw Kenanow Krassimir Anew        | 1:29:39,7 h 20:48,4 min 22:36,4 min 23:28,9 min 22:46,0 min | 0+9 (0+3, 0+6) 0+1 (0+1, 0+1) 0+3 (0+2, 0+1) 0+1 (0+0, 0+1) 0+3 (0+0, 0+3)   | +8:01,6         |
| 17    | Slowenien Peter Dokl Klemen Bauer Vasja Rupnik Janez Marič                          | 1:29:52,4 h 23:09,1 min 22:24,3 min 22:10,2 min 22:08,8 min | 3+16 (0+6, 3+10) 1+5 (0+2, 1+3) 2+3 (0+0, 2+3) 0+5 (0+3, 0+2) 0+3 (0+1, 0+2) | +8:14,3         |
| 18    | Kasachstan Alexander Tscherwjakow Jan Sawizki Dias Keneschow Alexander Trifonow     | 1:30:31,1 h 21:08,9 min 22:23,1 min 24:10,2 min 22:48,9 min | 4+13 (2+6, 2+7) 0+4 (0+1, 0+3) 2+4 (2+3, 0+1) 2+4 (0+1, 2+3) 0+1 (0+1, 0+0)  | +8:53,0         |
| 19    | Lettland Edgars Piksons Ilmārs Bricis Andrejs Rastorgujevs Kristaps Lībietis        | 1:35:15,5 h 26:11,5 min 21:47,2 min 23:31,6 min 23:45,2 min | 7+16 (5+8, 2+8) 5+6 (3+3, 2+3) 0+3 (0+1, 0+2) 2+3 (2+3, 0+0) 0+4 (0+1, 0+3)  | +13:37,4        |
| DSQ   | Russland (3.) Iwan Tscheresow Anton Schipulin Maxim Tschudow Jewgeni Ustjugow       | 1:22:16,9 h 20:07,5 min 21:05,0 min 20:23,2 min 20:41,2 min | 0+4 (0+0, 0+4) 0+1 (0+0, 0+1) 0+0 (0+0, 0+0) 0+3 (0+0, 0+3)                  |                 |